# Ahmad Ibrahim Khalaf
Ahmad Ibrahim Khalaf (Salah Al-Deen, 25 febbraio 1992) è un calciatore iracheno, difensore dell'Emirates Club.

## Statistiche

### Cronologia presenze e reti in nazionale
| Cronologia completa delle presenze e delle reti in nazionale ― Iraq | Cronologia completa delle presenze e delle reti in nazionale ― Iraq | Cronologia completa delle presenze e delle reti in nazionale ― Iraq | Cronologia completa delle presenze e delle reti in nazionale ― Iraq | Cronologia completa delle presenze e delle reti in nazionale ― Iraq | Cronologia completa delle presenze e delle reti in nazionale ― Iraq | Cronologia completa delle presenze e delle reti in nazionale ― Iraq | Cronologia completa delle presenze e delle reti in nazionale ― Iraq |
| Data                                                                | Città                                                               | In casa                                                             | Risultato                                                           | Ospiti                                                              | Competizione                                                        | Reti                                                                | Note                                                                |
| ------------------------------------------------------------------- | ------------------------------------------------------------------- | ------------------------------------------------------------------- | ------------------------------------------------------------------- | ------------------------------------------------------------------- | ------------------------------------------------------------------- | ------------------------------------------------------------------- | ------------------------------------------------------------------- |
| 08-01-2019                                                          | Abu Dhabi                                                           | Iraq                                                                | 3 – 2                                                               | Vietnam                                                             | Coppa d'Asia 2019 - 1º turno                                        | -                                                                   |                                                                     |
| 12-01-2019                                                          | Sharjah                                                             | Yemen                                                               | 0 – 3                                                               | Iraq                                                                | Coppa d'Asia 2019 - 1º turno                                        | -                                                                   |                                                                     |
| 16-01-2019                                                          | Dubai                                                               | Iran                                                                | 0 – 0                                                               | Iraq                                                                | Coppa d'Asia 2019 - 1º turno                                        | -                                                                   | 78’                                                                 |
| 22-01-2019                                                          | Abu Dhabi                                                           | Qatar                                                               | 1 – 0                                                               | Iraq                                                                | Coppa d'Asia 2019 - Ottavi di finale                                | -                                                                   | 39’                                                                 |
| 05-09-2019                                                          | Manama                                                              | Bahrein                                                             | 1 – 1                                                               | Iraq                                                                | Qual. Mondiali 2022                                                 | -                                                                   | cap.                                                                |
| 14-11-2019                                                          | Amman                                                               | Iraq                                                                | 2 – 1                                                               | Iran                                                                | Qual. Mondiali 2022                                                 | -                                                                   | cap.                                                                |
| 19-11-2019                                                          | Amman                                                               | Iraq                                                                | 0 – 0                                                               | Bahrein                                                             | Qual. Mondiali 2022                                                 | -                                                                   | cap.                                                                |
| 26-11-2019                                                          | Doha                                                                | Qatar                                                               | 1 – 2                                                               | Iraq                                                                | Gulf Cup 2019 - 1º turno                                            | -                                                                   | cap. 90’                                                            |
| 29-11-2019                                                          | Bassora                                                             | Emirati Arabi Uniti                                                 | 0 – 2                                                               | Iraq                                                                | Gulf Cup 2019 - 1º turno                                            | -                                                                   | cap.                                                                |
| 05-12-2019                                                          | Doha                                                                | Iraq                                                                | 2 – 2 dts (3 – 5 dtr)                                               | Bahrein                                                             | Gulf Cup 2019 - Semifinale                                          | -                                                                   | Cap.                                                                |
| 15-06-2021                                                          | Arad                                                                | Iran                                                                | 1 – 0                                                               | Iraq                                                                | Qual. Mondiali 2022                                                 | -                                                                   |                                                                     |
| 02-09-2021                                                          | Seul                                                                | Corea del Sud                                                       | 0 – 0                                                               | Iraq                                                                | Qual. Mondiali 2022                                                 | -                                                                   | Cap. 90’                                                            |
| 11-11-2021                                                          | Doha                                                                | Iraq                                                                | 1 – 1                                                               | Siria                                                               | Qual. Mondiali 2022                                                 | -                                                                   | Cap.                                                                |
| 18-3-2022                                                           | Baghdad                                                             | Iraq                                                                | 3 – 1                                                               | Zambia                                                              | Amichevole                                                          | 1                                                                   | Cap.                                                                |
| Totale                                                              |                                                                     | Presenze                                                            | 14                                                                  |                                                                     | Reti                                                                | 1                                                                   |                                                                     |